# Gregurić Breg
Gregurić Breg – wieś w Chorwacji, w żupanii zagrzebskiej, w mieście Samobor. W 2011 roku liczyła 118 mieszkańców.